# Ekalesia Kelisiano Tuvalu
La Chiesa cristiana (congregazionale) delle Tuvalu (tuvaluano: Te Ekalesia Kelisiano Tuvalu, EKT), comunemente la Chiesa delle Tuvalu, è la chiesa di stato delle Tuvalu, sebbene questo status le dia semplicemente "il privilegio di svolgere servizi speciali nei principali eventi nazionali". I suoi aderenti comprendono circa il 85% dei 11.000 abitanti (censimento del 2012) dell'arcipelago e, teologicamente, fa parte della tradizione calvinista.